# Wet op de vennootschapsbelasting 1969
De Wet op de vennootschapsbelasting 1969 (kortweg Wet Vpb 1969) regelt een directe belasting die Nederland heft over de "winst" die door rechtspersonen wordt behaald. Het tarief is licht progressief volgens twee schijven (19% en 25,8%).
De wet kan economisch worden gezien als een inkomensbelasting voor rechtspersonen. Het inkomen van natuurlijke personen valt niet onder de Wet Vpb 1969, maar onder de Wet inkomstenbelasting 2001.
In 2022 bedroeg de opbrengst van de vennootschapsbelasting iets meer dan € 38 miljard (ongeveer 16,5% van de totale rijksbelasting op inkomen, winst en vermogen). De opbrengst 2023 wordt geraamd op € 42,5 miljard. De vennootschapsbelasting is daarmee de op twee na meest opbrengende rijksbelasting (na de omzetbelasting en de loonbelasting).
Voor vennootschapsbelasting in het algemeen, zie vennootschapsbelasting.

## Geschiedenis
Voorloper van de huidige Wet vennootschapsbelasting 1969 is het Besluit op de Winstbelasting 1940, dat in de periode van de Duitse bezetting werd ingevoerd (Besluit van 26 juli 1940, Verordeningenblad nr 83/1940, Staatsblad nr. 405). Dit was voor het eerst dat er in Nederland rechtstreeks een belasting werd geheven van ondernemingen die niet door natuurlijke personen werden gedreven. Voordien was er een aparte Dividend- en Tantièmebelasting, waarbij belasting geheven werd op bepaalde uitdelingen die door zulke ondernemingen werden gedaan.
In 2007 is een ingrijpend gewijzigde wet vennootschapsbelasting in werking getreden. Onder andere in de deelnemingsvrijstelling werden belangrijke veranderingen aangebracht.
Mede vanwege de toegenomen internationalisering, waardoor vragen over vestigingsplaats een grotere rol zijn gaan spelen, is de wet voortdurend aan wijziging onderhevig. De door het internationale bedrijfsleven bedachte constructies worden door de Nederlandse wetgever door middel van anti-misbruikbepalingen gedicht. Daarnaast speelt ook de publieke opinie een rol bij de wijze waarop Nederland met haar fiscale stelsel mogelijkheden wil scheppen globale belastingdruk voor multinationals te verminderen.

## Indeling
De Wet Vpb 1969 bestaat uit een aantal hoofdstukken, afdelingen en artikelen. In de hieronder staande weergave van de hoofdstukken komt de structuur van de wet tot uiting:
- Hoofdstuk I - Belastingplicht
- Hoofdstuk II - Voorwerp van belasting bij binnenlandse belastingplichtigen
- Hoofdstuk III - Voorwerp van belasting bij buitenlandse belastingplichtigen
- Hoofdstuk IV - Verrekening van verliezen
- Hoofdstuk V - Tarief
- Hoofdstuk VA - Deelnemingsverrekening
- Hoofdstuk VI - Wijze van heffing
- Hoofdstuk VII - Aanvullende regelingen
- Hoofdstuk VIII - Overgangs- en slotbepalingen

Naast de Wet Vpb 1969 zijn er vele besluiten en beschikkingen die voor de bepaling van belastingplicht van belang zijn. Daarnaast is de rechtspraak van belang voor de interpretatie van de wettelijke bepalingen. Tot slot zijn ook de standpuntbepalingen van de kennisgroepen van de Belastingdienst van belang, omdat belastingplichtigen er op mogen vertrouwen een gelijke behandeling te krijgen. Sinds het voorjaar van 2023 worden deze standpunten op anonieme basis gepubliceerd.

## De belastingplichtige
In hoofdstuk I van de Wet Vpb 1969 wordt de zogenoemde subjectieve belastingplicht geregeld: wie is belastingplichtig. De eerste belangrijke tweedeling die de wet maakt, is die in binnenlandse en buitenlandse belastingplichtigen (belastingplichtigen in het algemeen worden in de Wet Vpb 1969 aangeduid met de term "lichamen"). Deze tweedeling is van belang omdat het voorwerp waarover de belasting wordt berekend verschillend is. Binnenlandse belastingplichtigen dienen in beginsel hun gehele winst aan te geven, dat wil zeggen, winst die haar oorsprong zowel binnen als buiten Nederland heeft. Buitenlandse belastingplichtigen hoeven alleen hun "Nederlandse inkomen" aan te geven, dat wil zeggen inkomen dat een bepaalde binding met Nederland heeft.

### Vestigingsplaats
Als gevolg van de bovengenoemde tweedeling is het van belang om vast te stellen waar een lichaam gevestigd is (binnen of buiten Nederland). Waar een lichaam gevestigd is, wordt bepaald aan de hand van de algemene regel die is opgenomen in artikel 4 van de Algemene wet inzake rijksbelastingen (AWR). Veelal is, kort gezegd, de plaats waar de zogenoemde feitelijke leiding van het lichaam gevestigd is, doorslaggevend voor het antwoord op die vraag. Een belangrijke bepaling is in dit verband ook de wettelijke fictie die bepaalt dat een naar Nederlands recht opgericht lichaam in beginsel geacht wordt in Nederland gevestigd te zijn (artikel 2 lid 4 Wet Vpb).

#### Binnenlandse belastingplichtigen
Binnenlandse belastingplichtigen zijn grosso modo alle in Nederland gevestigde rechtspersonen, zoals NV's, BV's, coöperaties en verenigingen op coöperatieve grondslag, onderlinge waarborgmaatschappijen en verenigingen die op onderlinge grondslag als verzekeraar of kredietinstelling optreden. Ook "gewone" verenigingen en andere niet-publiekrechtelijke rechtspersonen, zoals stichtingen, zijn belastingplichtig, maar dan uitsluitend indien en voor zover zij een onderneming drijven. Ook een aantal niet rechtspersoonlijkheid bezittende, in Nederland gevestigde samenwerkingsverbanden, zoals bepaalde commanditaire vennootschappen en fondsen voor gemene rekening, zijn belastingplichtig. Ten slotte kunnen publiekrechtelijke rechtspersonen (bijvoorbeeld gemeenten) belastingplichtig zijn indien zij bepaalde typen ondernemingen drijven.

#### Buitenlandse belastingplichtigen
Buitenlandse belastingplichtigen zijn grosso modo alle niet in Nederland gevestigde rechtspersonen (en een aantal niet rechtspersoonlijkheid bezittende samenwerkingsverbanden), maar dan wel uitsluitend indien en voor zover zij Nederlands inkomen genieten. Er wordt ook op de zogenaamde doelvermogens gewezen: het gaat hier dan met name om de rechtsfiguur van de trust.

### Subjectieve vrijstellingen
In hoofdstuk I van de Wet Vpb 1969 worden ook de zogenoemde subjectieve vrijstellingen geregeld. Op grond van deze vrijstellingen worden lichamen die op grond van de hoofdregel in beginsel belastingplichtig zijn, specifiek aangemerkt als niet belastingplichtig. Een naar Nederlands recht opgerichte naamloze vennootschap die een "bibliotheek" exploiteert is op grond van de huidige wetgeving (2016) bijvoorbeeld (nog) als subject vrijgesteld. Verenigingen en stichtingen die een bescheiden winst maken zijn op grond van dit hoofdstuk eveneens subjectief vrijgesteld.
Een ander voorbeeld van subjectieve vrijstelling is de vrijgestelde beleggingsinstelling of VBI (artikel 6a wet VPB). Deze beleggingsinstellingen zijn onder bepaalde voorwaarden vrijgesteld van vennootschapsbelasting. Daarbij wordt bij de houders van die beleggingsinstelling in box 2 van de Inkomstenbelasting wel een fictief rendement belast. Flits-vbi is de informele naam van een vbi waar ruim een jaar, inclusief twee jaarwisselingen, vermogen in wordt geplaatst om twee jaar belasting in box 3 te ontlopen. Aanhangig is het Belastingplan 2017, dat onder meer bepaalt dat het vermogen hiervoor minstens 18 maanden in de vbi moet blijven. De VBI lijkt sterk op de fiscale beleggingsinstelling  of FBI, maar deze verschilt met de VBI met name door de verplichting de winst binnen 8 maanden na afloop van het boekjaar uit te keren aan de aandeelhouders. Onder voorwaarden bedraagt de belasting in dat geval 0% van het belastbare bedrag. Dit wordt geregeld in artikel 28.
Een aantal Nederlandse staatsbedrijven, waaronder het Havenbedrijf Rotterdam N.V. en de Maastricht Aachen Airport, waren vrijgesteld van vennootschapsbelasting. Met ingang van 1 januari 2017 is deze vrijstelling vervallen.

### Fiscale eenheid
Zoals uit het bovenstaande blijkt, is ieder lichaam wettelijk gezien afzonderlijk belastingplichtig. De wet kent een bijzondere regeling (de fiscale eenheid) waarbij twee of meer verbonden lichamen op hun verzoek en met instemming van de belastingdienst de verschuldigde belasting mogen berekenen alsof die lichamen één belastingplichtige zijn. Om een fiscale eenheid te kunnen vormen, moet de moedermaatschappij minimaal 95% van de aandelen in de dochtermaatschappij in handen hebben.

## Het voorwerp van belasting
De zogenoemde objectieve belastingplicht (over welk inkomen is belasting verschuldigd) is geregeld in hoofdstuk II (binnenlandse belastingplichtigen) en hoofdstuk III (buitenlands belastingplichtigen) van de Wet Vpb 1969.

### Voorwerp van belasting voor binnenlandse belastingplichtigen
Ten aanzien van binnenlandse belastingplichtigen wordt de belasting geheven over het belastbare bedrag. Onder laatstgenoemd begrip wordt verstaan de belastbare (jaar)winst verminderd met eventuele verliezen uit andere jaren, berekend conform de regels van hoofdstuk IV van de Wet Vpb 1969. Jaarwinst is op haar beurt weer gedefinieerd als de in het boekjaar van de belastingplichtige genoten winst verminderd met de aftrekbare giften. Wat onder winst verstaan wordt, is in de wet bepaald en door rechtspraak nader uitgelegd. Het begrip "winst" voor de Wet Vpb 1969 is in beginsel gelijk aan het begrip "winst" zoals dat bepaald is in de Wet inkomstenbelasting 2001 voor een IB-ondernemer. De wet Vpb verwijst daarvoor naar artikelen van de Wet IB. Op dit uitgangspunt zijn vele uitzonderingen. Het belastbaar bedrag wordt in beginsel berekend in euro's, hoewel de belastingplichtige de belastinginspecteur kan verzoeken om het bedrag in een andere valuta te berekenen (de zogenoemde functionele valutaregeling)
Het fiscale winstbegrip hoeft in de Nederlandse situatie niet gelijk te zijn aan het economische winstbegrip zoals dat geldt voor de bepaling van de jaarrekening (dit in tegenstelling tot veel andere landen alwaar het fiscale en economische winstbegrip per definitie gelijk zijn aan elkaar). Eventuele verschillen kunnen zowel permanent als tijdelijk zijn, alsook in het voordeel en in het nadeel van de belastingplichtige uitvallen..

### Voorwerp van belasting voor buitenlandse belastingplichtigen
Veel bepalingen die van toepassing zijn op binnenlandse belastingplichtigen zijn van overeenkomstige toepassing op buitenlandse belastingplichtigen (bijvoorbeeld de bepalingen inzake de winst en de functionele valutaregeling). Bij buitenlandse belastingplichtigen wordt de belasting geheven over het belastbare Nederlandse bedrag. Hierbij gaat het om de in Nederland behaalde winst. Het begrip "Nederlands inkomen" is precies beschreven in de wet. Kan een bepaald inkomenbestanddeel niet onder de definitie gebracht worden, dan wordt dat inkomensbestanddeel niet in Nederland belast. Nederlands inkomen is het gezamenlijke bedrag van (i) de belastbare winst uit een in Nederland gelegen, middels een vaste inrichting dan wel vaste vertegenwoordiger gedreven (gedeelte van) onderneming en (ii) het belastbare inkomen uit een aanmerkelijk belang (in de zin van hoofdstuk 4 van de Wet inkomstenbelasting 2001) in een in Nederland gevestigde vennootschap indien dat belang niet behoort tot het vermogen van een onderneming.
Bij wetsfictie worden een belangrijk aantal zaken en rechten geacht tot een Nederlandse onderneming te behoren. Een niet in Nederland gevestigde vennootschap die bijvoorbeeld in Nederland gelegen onroerende zaken exploiteert, dient de daarmee samenhangende exploitatie-inkomsten als Nederlands inkomen aan te geven.

### Objectieve vrijstellingen
Een belangrijke objectieve vrijstelling is de deelnemingsvrijstelling die voor zowel binnenlandse als buitenlandse belastingplichtigen geldt. Op grond van deze vrijstelling blijven bij het bepalen van de winst van een lichaam de inkomsten (inclusief boekwinsten), maar ook de kosten die samenhangen met een deelneming die dat lichaam houdt, in beginsel buiten de (belastbare) winst van dat lichaam. Zo zijn bijvoorbeeld dividenden die een deelneming aan het lichaam (de aandeelhouder) uitkeert bij dat lichaam vrijgesteld van vennootschapsbelasting.
Van een deelneming is onder meer sprake indien een lichaam voor ten minste 5% van het nominaal gestorte kapitaal aandeelhouder is van een vennootschap waarvan het kapitaal in aandelen is verdeeld.
Een andere objectieve vrijstelling is de Innovatiebox, waarmee de Nederlandse overheid innovatief onderzoek wil stimuleren met fiscale kortingen.

### Anti-misbruikbepalingen
De Wet Vpb 1969 heeft een groot aantal anti-misbruikbepalingen opgenomen in wetsartikelen omdat diverse regelingen voor oneigenlijk gebruik vatbaar zijn gebleken. Zo zijn er bepalingen opgenomen tegen misbruik van de deelnemingsvrijstelling en de renteaftrek voor Hybride leningen. De betreffende wetsartikelen zijn specifiek voor een bepaalde door het (internationale) bedrijfsleven bedachte constructies opgenomen in de wet.  Mede om deze reden wordt de wet VPB 1969 door velen als een complexe en ingewikkelde wetgeving beschouwd.
Met ingang van 2019 geldt een generieke renteaftrekbeperking of ook wel earningsstrippingregeling genoemd. Het is een beperking op de rente die vennootschap in mindering kan brengen op de belastbare winst. De rente is niet langer aftrekbaar als het saldo van verschuldigde en ontvangen rente meer bedraagt dan 30% van de fiscale inkomsten voor aftrek van rente, belastingen, afschrijvingen en amortisatie (EBITDA), of meer dan een miljoen euro. Rente die in een jaar niet aftrekbaar is, kan wel worden doorgeschoven naar volgende jaren. Deze maatregel is per 1 januari 2022 aangescherpt, het percentage is verlaagd van 30% van de EBITDA naar 20%, maar het absolute drempelbedrag van 1 miljoen euro blijft staan.

### Overige faciliteiten
De Wet Vpb 1969 kent ook nog een aantal andere faciliteiten, zoals onder meer de bedrijfsfusieregeling en de juridische fusieregeling. Dit zijn regelingen die het mogelijk maken om onder omstandigheden met uitstel van belastingheffing te reorganiseren.

## Verliesverrekening
Zowel de belastbare winst (binnenlandse belastingplichtingen) als het Nederlandse inkomen (buitenlandse belastingplichtigen) kunnen een negatief bedrag zijn. In dat geval wordt gesproken over een verlies. In hoofdstuk IV van de Wet Vpb 1969 is bepaald hoe met deze verliezen omgegaan moet worden.
Verliezen uit een jaar kunnen in beginsel en onder voorwaarden verrekend worden met de positieve belastbare winsten cq positieve Nederlandse inkomens van het voorafgaande jaar (carry back) en de zes volgende jaren (carry forward). Verliezen worden verrekend in de chronologische volgorde waarin zij ontstaan zijn. Per 1 januari 2019 is de carry forward beperkt van negen naar zes jaar, maar voor verliezen die van vóór 1 januari 2019 zijn, bestaat nog altijd de mogelijkheid deze over negen jaar voorwaarts te verrekenen.
Toepassing van de carry back regeling leidt ertoe dat de aanslag van het jaar dat voorafgaat aan het jaar waarin verlies geleden is, alsnog verminderd wordt op basis van het verlies in het lopende jaar. Dit leidt dit tot een teruggaaf van betaalde belasting over het voorafgaande jaar. Als in het voorafgaande jaar geen winst is gehaald kan een verlies worden verrekend met toekomstige winsten. Als tezijnertijds weer winst wordt behaald, kan daar eerst het verrekenbare verlies op in mindering worden gebracht, zodat er over dat jaar minder belasting verschuldigd is.
Het kan voorkomen dat een verlies door de wettelijke beperking van de verliesverrekening niet binnen zes jaar verrekend kan worden omdat geen fiscale winst wordt behaald. In het fiscale jargon wordt dit aangeduid als verliesverdamping.
Per 2022 is de maximale carry forward te komen vervallen. Het verschil ten opzichte van de jaren ervoor is dat maximaal 50% van de winst boven €1.000.000 verrekenbaar is. De eerste €1.000.000 is wel volledig verrekenbaar. Een bedrijf wat in een jaar €6.000.000 winst heeft behaald kan dus maximaal €3.500.000 (€1.000.000 + 50% van €5.000.000) daarvan verrekenen.

## Tarief
In hoofdstuk V van de Wet Vpb 1969 staat beschreven dat de belasting wordt berekend over het belastbare bedrag (binnenlandse belastingplichtigen) dan wel het belastbare Nederlandse bedrag (buitenlandse belastingplichtigen).
Vanaf 1 januari 2011 tot en met 31 december 2018 gold voor de eerste € 200.000 een tarief van 20% en voor het deel boven de € 200.000 een tarief van 25%.
In 2019 geldt voor de eerste € 200.000 een tarief van 19% en voor het deel boven de € 200.000 een tarief van 25%. De belasting wordt berekend door het belastbaar inkomen tot € 200.000 te vermenigvuldigen met 19% en het belastbaar inkomen hierboven wordt vermenigvuldigd met 25%. Bij een belastbaar inkomen van € 300.000 bedraagt de belasting dan € 38.000 (€ 200.000 keer 19%) plus € 25.000 (25% keer € 100.000) is € 63.000.
Vanaf 1 januari 2020 is het lagere tarief worden verlaagd naar 16,5%. In 2021 zouden de tarieven worden verlaagd naar respectievelijk 15% en 21,7% , maar dit plan is later deels teruggedraaid. Het toptarief in de vennootschapsbelasting wordt in 2022 verhoogd naar 25,8% (2021: 25%) en tot een belastbaar bedrag van € 395.000 (2021: € 245.000) geldt in 2022 een tarief van 15%.
Op 1 januari 2023 is het tarief tot €200.000 verhoogd naar 19%. Daarboven is het onveranderd 25,8%.

## Opbrengst voor overheid
Voor de Nederlandse overheid is de vennootschapsbelasting de op twee na belangrijkste bron van belastinginkomsten. De twee belangrijkste zijn de belasting op consumptie, omzetbelasting of BTW, en de belasting op inkomen, de som van loon- en inkomstenbelasting. Het aandeel van de vennootschapsbelasting varieert sterk, dit is mede het gevolg van de economische situatie die de resultaten van de ondernemingen sterk kan beïnvloeden. Het aandeel van de vennootschapsbelasting in het totaal van belastingkomsten bereikte een piek van 16,7% in 2000 en is daarna fors gedaald naar 9,0% in 2010 mede door de negatieve gevolgen van de kredietcrisis. Vanaf dit lage niveau is het aandeel nadien weer enigszins gestegen.
| Jaar | BTW  | Loon + Inkomstenbel. | Vennoots-schapsbel. (VB) | Totaal belastingen | Aandeel VB in totaal |
| ---- | ---- | -------------------- | ------------------------ | ------------------ | -------------------- |
| 1995 | 19,8 | 23,1                 | 9,5                      | 72,6               | 13,0%                |
| 2000 | 28,4 | 23,6                 | 16,7                     | 100,2              | 16,7%                |
| 2005 | 37,0 | 31,2                 | 17,1                     | 124,7              | 13,7%                |
| 2010 | 41,8 | 48,2                 | 12,8                     | 142,4              | 9,0%                 |
| 2015 | 44,7 | 50,9                 | 16,1                     | 155,7              | 10,3%                |
| 2020 | 58,2 | 70,2                 | 21,9                     | 205,1              | 10,7%                |

## Wijze van heffing
In hoofdstuk VI Wet Vpb 1969 staat beschreven dat de vennootschapsbelasting wordt geheven door het opleggen van belastingaanslag. Dit betekent dat de belasting pas verschuldigd is nadat de belastinginspecteur de belastingschuld formeel heeft vastgesteld. Veelal zal de belastinginspecteur pas tot het opleggen van een aanslag overgaan nadat de belastingplichtige een aangifte heeft gedaan. De definitieve aanslag kan voorafgegaan worden door één of meer voorlopige aanslagen. Nadat de definitieve aanslag is opgelegd, staat de belastingschuld in beginsel onomstotelijk vast. Onder omstandigheden kan de belastinginspecteur echter ook een zogenoemde navorderingsaanslag opleggen.
Een aantal belastingen, waaronder Nederlandse dividendbelasting, kan onder voorwaarden verrekend worden met de verschuldigde vennootschapsbelasting.

## Internationale aspecten
Als gevolg van belastingverdragen kan het voorkomen dat inkomsten die volgens de wet in Nederland belastbaar zijn niet in Nederland belast mogen worden: belastingverdragen zijn volgens de Nederlandse juridische systematiek in de regel van een hogere orde dan belastingwetten zodat wettelijke bepalingen door conflicterende verdragsbepalingen buiten werking gezet kunnen worden. Ook kan het als gevolg van belastingverdragen voorkomen dat bepaalde inkomsten alleen tegen een van de Wet Vpb 1969 afwijkend tarief belast mogen worden, dan wel dat de Nederlandse Belastingdienst moet toestaan dat de verschuldigde Nederlandse vennootschapsbelasting verminderd wordt in verband met het feit dat een buitenlandse staat over dezelfde inkomsten belasting heft. Het voornaamste doel van belastingverdragen is het vóórkomen, of althans verminderen, van zogenoemde internationale dubbele belastingheffing.

## Belastingfraude
Een en ander is gevoelig voor belastingfraude, namelijk bij het creëren van een "verlies" door wegsluizen van geld. In de jaren 1990/2000 was er zo'n fraudezaak, American Energy, waarbij ABN AMRO kasgeld-bv's van het type winstvennootschap verkocht aan een eigenaar die frauduleus voorwendde deze voor reële activiteiten te gaan gebruiken. Zeven betrokkenen, onder wie de voormalige concerndirecteur Fiscale Zaken van de bank, werden veroordeeld voor deelname aan een criminele organisatie. De Belastingdienst achtte de bank medeaansprakelijk en dit deel van de zaak werd geschikt voor € 33 miljoen.